# Eupithecia maspalomae
Eupithecia maspalomae là một loài bướm đêm trong họ Geometridae.